# Distretto di Toyloq
Il distretto di Toyloq è uno dei 14 distretti della Regione di Samarcanda, in Uzbekistan. Il capoluogo è Toyloq.